# جواد نوربخش
جواد نوربخش (۱۹ آذر ۱۳۰۵، کرمان – ۱۹ مهر ۱۳۸۷ آکسفورد) قطب یا پیر سلسله نعمت‌اللهی در ایران، استاد روان‌پزشکی دانشگاه تهران، شاعر و نویسنده و یکی از روان‌پزشکان برجسته کشور بود. وی با تحولات انقلاب ایران در سال ۱۹۷۹ همچون بسیاری دیگر مهاجرت کرد و تا زمان وفاتش در بریتانیا در سن ۸۲ سالگی به ترویج آموزه‌های صوفیه و تعالیم عرفانی در خارج از کشور ادامه داد.

## زندگی
نوربخش ۱۹ آذرماه ۱۳۰۵ در شهر کرمان، در جنوب شرقی ایران به دنیا آمد. پدر وی از تاجران بنام کرمان بود. وی در دانشگاه تهران در رشته پزشکی تحصیل کرد و همزمان زیر نظر پیر طریقت خود، میرزا عبدالحسین ذوالریاستین شیرازی  (مونس‌علی‌شاه)، به تربیت معنوی و اربعينات سلوكي پرداخت. پس از درگذشت مونس‌علی‌شاه  در سال ۱۳۳۲ خورشیدی (۱۹۵۳ میلادی)، نوربخش که در آن زمان ۲۶ سال داشت و رئیس بیمارستان بم بود، جانشین او شد.
در تاریخ ۱۸ خرداد ۱۳۵۸ (۱۹۷۹ میلادی) و بعد از انقلاب ۱۳۵۷ ایران جواد نوربخش ایران را برای همیشه ترک گفت و ابتدا حدود ۴ سال در آمریکا به سر برد و سپس عازم لندن شد و تا سال ۱۹۹۳ میلادی در لندن ساکن بود. از سال ۱۹۹۳ میلادی تا پایان عمر در خانقاهی در منطقه‌ای در نزدیکی شهر آکسفورد انگلستان اقامت گزید و به تألیف و انتشار کتاب‌های متعددی دربارهٔ تصوف پرداخت. با مهاجرت جواد نوربخش به غرب فعالیت‌های سلسله نعمت‌اللهی بیشتر در مغرب زمین توسعه یافت.
در سال ۱۹۹۳ میلادی، نوربخش از خانقاه خود در دروازه ناتینگ هیل، لندن، به یک مرکز صوفیان در بنبری، آکسفوردشایر نقل مکان کرد و زندگی‌نامه پیران بزرگ تصوف ایران را به زبان فارسی نگاشت.
در سال ۱۳۳۳ خورشیدی با پروانه دانشور، از نوادگان وفاعلی‌شاه ازدواج کرد. از وی و همسرش پروانه، سه پسر و دو دختر به یادگار مانده‌است.
نوربخش از نسل شیخ کمال الدین نوربخش، یکی از مهم‌ترین مشایخ سلسله نوربخشیه است و با لقب نورعلیشاه نیز شناخته می‌شود.

## تحصیلات
در سال ۱۳۱۳ خورشیدی پس از فراگیری قرآن کریم و دیوان حافظ در مکتب‌خانه، به دبستان رفت. دورهٔ دوازده سالهٔ تحصیلات دبستانی و دبیرستانی را در ده سال گذراند و در تابستان ۱۳۲۳ خورشیدی در رشته ادبی و طبیعی موفق به دریافت دیپلم شد. وی در دانشگاه تهران در رشته پزشکی تحصیل کرد.
در سال ۱۳۴۲ خورشیدی موفق به دریافت دیپلم تخصص در رشته روان‌پزشکی از دانشگاه سوربن فرانسه گردید. در سال ۱۳۵۰ استاد تمام وقت رشتهٔ روان‌پزشکی دانشگاه تهران بود و در سال ۱۳۵۶ بازنشسته شد.

## فعالیت
با درگذشت مونس‌علیشاه در ۲۴ خردادماه ۱۳۳۲ و بر پایهٔ وصّیت وی، هدایت سلسلهٔ نعمت‌اللهی به جواد نوربخش (نورعلیشاه) سپرده شد. طی این دوران علاوه بر ریاست انجمن روان‌پزشکی به مدت دو سال، ریاست بیمارستان روزبه و ریاست گروه روان‌پزشکی دانشگاه تهران را نیز عهده‌دار بود، و در ساخت بیمارستان اوین در تهران، مشارکت داشت. از سال ۱۳۳۱ خورشیدی به بعد، افزون بر خدمات پزشکی و روان‌پزشکی، سازمان انتشارات خانقاه نعمت‌اللهی را بنیاد گذارد و آثار و تألیفات و نتایج تحقیقات خود را در زمینهٔ روان‌پزشکی نیز منتشر ساخت. نوربخش از دهه ۵۰ تا ۷۰ میلادی به عنوان رئیس گروه روان‌پزشکی دانشگاه تهران و همچنین رئیس بیمارستان روانی روزبه تهران مشغول به کار بود. نوربخش در ساختن خانقاه‌ها در ایران موفقیت خارق‌العاده‌ای داشت و قبل از انقلاب اسلامی در سال ۱۹۷۹ که شاهد بازگشت آیت الله خمینی بود، ۶۰ عدد از آن‌ها را در تمام شهرها و شهرستان‌های اصلی ساخت. او در این کار عمدتاً از کاریزما و فداکاری شاگردان و مشایخش همچون ماشاالله نیک طبع یاری می‌جست. سلسله نعمت‌اللهی بزرگ‌ترین سلسله‌های صوفیانه ایران است و به سه شاخه تقسیم می‌شود. سلسله نعمت‌اللهی که نوربخش پیر آن بود، بیش از ۱۰ هزار عضو در ایران و ۳۶۰۰ عضو در غرب دارد.
بین سال‌های ۱۹۷۴ و ۲۰۰۸، حدود ۳۵ خانقاه نعمت‌اللهی در خارج از ایران، در اروپای غربی، روسیه، کانادا، مکزیک، ایالات متحده آمریکا، استرالیا و پنج کشور غرب آفریقا تأسیس شد. خانقاه‌های احیا شده توسط وی به کتابخانه‌ای از نسخ خطی و موزه خوشنویسی تبدیل شد و ۸۰ متن صوفیانه از مجموعه رساله‌های گردآوری شده بنیان‌گذار نظمیه، شاه نعمت‌اللهی، به بعد منتشر شد. تعداد زیادی از این مراکز نعمت‌اللهی پس از انقلاب توسط گروه‌های تحت هدایت روحانیون شیعه مصادره یا با بولدوزر تخریب شدند.
1. انتشارات خانقاه نعمت‌اللهی
مؤسسهٔ انتشارات خانقاه نعمت‌اللهی به نشر کتاب‌هایی در زمینهٔ تصوف و عرفان ایرانی و اسلامی اقدام کرد؛ و کتاب‌هایی را که وی تألیف و تصحیح، یا تصنیف کرده‌اند، منتشر می‌کند. فعالیت انتشارات خانقاه نعمت‌اللهی از سال ۱۹۷۸ میلادی در خارج از ایران نیز آغاز شد. آثار وی به زبان‌هایی نظیر انگلیسی،[۸] فرانسوی،[۹] روسی[۱۰] اسپانیایی،[۱۱] ترجمه شده؛ و در شمارگانی وسیع، چاپ و در اختیار اهل تحقیق و ذوق و ادب و عرفان قرار گرفته‌است؛ در کنار چاپ و نشر کتب، از پاییز ۱۳۶۷ خورشیدی (۱۹۸۸ میلادی)، فصلنامهٔ صوفی نیز به سردبیری علیرضا نوربخش منتشر شد. علاوه بر کتب عرفانی، جواد نوربخش به اقتضای تخصص علمی و کار دانشگاهی، آثاری را در موضوعات گوناگون روان‌پزشکی و روان‌درمانی و روان‌کاوی −جداگانه یا همراه استادان دیگر− تصنیف و تألیف کرده‌اند، که مورد استفاده و مطالعهٔ پژوهندگان است.
2. بنیاد خیریهٔ نوربخش
جواد نوربخش این بنیاد را در سال ۱۹۹۴ میلادی، برابر با سال ۱۳۷۳ خورشیدی، با تولیت و ریاست خود تأسیس، که به وسیلهٔ هیئت امنای منصوب از طرف پیر سلسله نعمت‌اللهی اداره می‌شود. نخستین مرکز این بنیاد در تاریخ ۱۹۹۶/۳/۱۰ میلادی برابر با ۱۳۷۵/۱۲/۱۹ خورشیدی، جنب خانقاه نعمت‌اللهی شهر «پورتو نووو» پایتخت کشور «بنین» در قارهٔ آفریقا −شهری با جمعیت نزدیک سیصد هزار نفر که بیش از هفتاد درصد آن را مسلمانان تشکیل می‌دهند− افتتاح کرد. دومین مرکز این بنیاد نیز درمانگاهی است جنب خانقاه نعمت‌اللهی شهر «ابیجان» پایتخت کشور «ساحل عاج»، که به سال ۲۰۰۰ میلادی (۱۳۷۹ خورشیدی) تأسیس شد. مراکز این بنیاد، وظیفهٔ انجام خدمات پزشکی و درمانی را −اغلب− رایگان یا با تخفیف ویژه برای شهروندان آن مناطق، بی‌تبعیض‌نژادی یا فرقه‌ای یا قبیله‌ای یا مذهبی −به‌ویژه برای سالمندان نیازمند– عهده‌دار است.[۱۲]
3. تأسیس خانقاه‌های نعمت‌اللهی
جواد نوربخش در طول زعامت خود متجاوز از ۶۰ خانقاه در ایران تأسیس کرد که همگی وقف خاص سلسله نعمت‌اللهی است. در حال حاضر اکثر این خانقاه‌ها توسط جمهوری اسلامی مسدود شده‌است. در زمان حیات، او توانست حدود ۳۳ خانقاه درآمریکا، کانادا، اروپا، استرالیا، مکزیک و آفریقا احداث کند که هم‌اکنون تمامی این خانقاه‌ها به صورت انجمن خیریه ثبت و اداره می‌شوند. پس از سفر اول خود به به ایالات متحده آمریکا در سال ۱۹۷۴ و در مقابل درخواست مریدان آمریکایی، جواد نوربخش اولین خانقاه نعمت‌اللهی کشور آمریکا را در شهر نیویورک تأسیس کرد. در ادامه آن چندین خانقاه دیگر در آمریکا تأسیس شد.[۱۳][۱۴][۱۵][۲]

## از دیدگاه صاحب‌نظران
- هانری کوربن، مستشرق و فيلسوف معروف فرانسوی، دربارهٔ جواد نوربخش چنین نوشته بود: «امروزه «قطب» خانقاه نعمت‌اللهی در تهران جواد نوربخش فعالیت چشم‌گیری دارد. با ریاست خانقاه در ابعاد یک دانشگاه تصوف بازسازی شده و بسط یافته‌است (کتابخانه، دستنوشته‌ها، موزه خطاطی و …) نوربخش به کار انتشار متن‌های قدیمی مشغول است. در سال‌های اخیر حدود پنجاه خانقاه جدید در همه جای ایران تأسیس شده‌است. او اقتدار شیخ را به تخصص پزشک اعصاب و روان پیوند زده و کاملاً از محدودیت‌های روان‌کاوی آگاه است.»[۱۴][۱۵]

## درگذشت
وی در سپتامبر ۲۰۰۷ دچار حمله قلبی شد و سلامتش رو به افول گذاشت و در ۱۰ اکتبر ۲۰۰۸ (۱۹ مهر ماه ۱۳۸۷ش) در خانقاهی که در نزدیکی شهر آکسفورد بنیان نهاده بود، درگذشت.

## آثار
1. دیوان نوربخش[۱۶]
2. فرهنگ نوربخش (دوره ۸ جلدی)[۱۷]
3. در خرابات[۱۸][۱۹]
4. در بهشت صوفیان[۲۰][۲۱]
5. دل و نفس[۲۲]
6. چهل کلام و سی پیام (دفتر اول و دوم)[۲۳][۲۴][۲۵]
7. جوانمردی
8. فقر و فقیر[۲۶]
9. کشکول نور[۲۷]
10. سگ از دیدگاه صوفیان[۲۸]
11. شیطان بزرگ «ابلیس»[۲۹]
12. مسیح در چشم صوفیان (به زبان انگلیسی)[۳۰]
13. زندگی و آثار شاه نعمت‌الله ولی کرمانی
14. پیران طریقت[۳۱]
15. بایزید بسطامی[۳۲]
16. حلاج (شهید عشق الهی)
17. حسن بصری پیر پیروان طریقت و راهنمای جوانمردان[۳۳][۳۴][۳۵]
18. جنید[۳۶]
19. شبلی (مست حق و مجذوب حقیقت)
20. ابوالحسن خرقانی[۳۷]
21. چهار پیر طریقت[۳۸][۳۹]
22. مردان صوفی[۴۰][۴۱]
23. زنان صوفی[۴۲][۴۳][۴۴]
24. پیران خراسان (دوره ۶ جلدی)
25. پیران بلخ[۴۵][۴۶]
26. ذوالنون مصری
27. پیران و صوفیان نامی کرمان[۴۷][۴۸][۴۹]
28. گلستان جاوید[۵۰][۵۱]
29. گلزار مونس[۵۲][۵۳]
30. احادیث نبوی[۵۴][۵۵]
31. تفسیر منظوم سوره‌های الحجرات، سوره ق، سوره الحشر
32. طریقت[۵۶]
33. گفتارهایی در مسیر صوفیه[۵۷]
34. تصحیح گلشن راز − شیخ محمود شبستری
35. تصحیح رساله حقّ الیقین − شیخ محمود شبستری
36. تصحیح تحفة أهل العرفان − شرف‌الدین ابراهیم بن صدرالدّین روزبهان ثانی
37. تصحیح عبهرالعاشقین − روزبهان بقلی شیرازی
38. تصحیح رسالة القدس و رساله غلطات السالکین − روزبهان بقلی شیرازی
39. تصحیح رساله سوانح و رساله‌ای در موعظه − شیخ احمد غزالی
40. تصحیح رساله‌های سید نورالدین شاه نعمت‌الله ولی − شاه نعمت‌الله ولی
41. تصحیح مونس السالکین − میرزا عبدالحسین ذوالریاستین «مونس‌علیشاه»
42. تصحیح دیوان مونس − میرزا عبدالحسین ذوالریاستین «مونس‌علیشاه»
43. تصحیح مجمع البحار − مظفرعلی شاه کرمانی
44. تصحیح کلیات اشعار شاه نعمت‌الله ولی − شاه نعمت‌الله ولی
45. تصحیح دیوان مشتاقیه − مظفرعلی شاه کرمانی
46. تصحیح جنات الوصال − نورعلیشاه، رونق‌علیشاه، نظام‌علیشاه
47. The Crucible Of Light: Sufi Terms Illuminated[۵۸]
48. Handbook of Psychiatry[۵۹]
49. Turner: The Late Seascapes
50. Sufism I[۶۰]
51. Sufism II[۶۱]
52. Sufism III[۶۲]
53. Sufism IV[۶۳]
54. Sufism V[۶۴]
55. En la Taberna, Paraíso del sufí (Spanish Edition)[۶۵]
56. Psicología Sufí (Spanish Edition)[۶۶]
57. The Truths of Love: Sufi poetry[۶۷]
58. Handbook of Psychiatry (30 Volumes), volume one,[۶۸] volume two,[۶۹] volume three,[۷۰]  volume Four,[۷۱]  volume Five,[۷۲]  volume Six,[۷۳]  volume Seven,[۷۴]  volume Eight,[۷۵] volume Nine,[۷۶] volume Ten,[۷۷] volume Eleven,[۷۸] volume Twelve,[۷۹] volume Thirteen,[۸۰] volume Fourteen,[۸۱] volume Fifteen,[۸۲] volume Sixteen,[۸۳] volume Seventeen,[۸۴] volume Eighteen,[۸۵] volume Nineteen,[۸۶] volume Twenty,[۸۷] volume Twenty-one,[۸۸] volume Twenty-two,[۸۹] volume Twenty-three,[۹۰] volume Twenty-four,[۹۱] volume Twenty-five,[۹۲] volume Twenty-six,[۹۳] volume Twenty-seven,[۹۴] volume Twenty-eight,[۹۵] volume Twenty-nine,[۹۶] volume Thirty.[۹۷](2019)

## جستارهاي وابسته
- محمد دهش